# Ruandski franak
Ruandski franak, ISO 4217: RFW, je valuta Ruande. Dijeli se na 100 centima. U nacionalnom prometu označava se kraticom RF.
Franak je postao ruandska valuta 1916. godine, kada je Belgija okupirala bivšu njemačku koloniju i umjesto dotadašnje njemačke istočnoafričke rupije uvela franak Belgijskog Konga. Ruanda je koristila valutu Belgijskog Konga do 1960., a od 1964. sama izdaje vlastitu valutu.
Narodna banka Ruande izdaje kovanice od 1, 2, 5, 10, 20 50 i 100 franaka, te novčanice od 100, 500, 1000, 2000 i 5000 franaka.

## Vanjske poveznice
- Narodna banka Ruande  Arhivirana inačica izvorne stranice od 1. veljače 2018. (Wayback Machine)